# Bahnhof Hamburg Hasselbrook
Der Bahnhof Hasselbrook ist ein Bahnhof der Hamburger S-Bahn und ein Haltepunkt an der Bahnstrecke Lübeck–Hamburg im Süden des Stadtteils Eilbek. Benannt ist er nach dem früheren Wald- und heutigen Wohngebiet Hasselbrook.

## Geschichte und Gegenwart
Der Bahnhof wurde am 12. August 1907 dem Verkehr übergeben. Er diente als Umsteigehaltestelle der Hamburg-Altonaer Stadt- und Vorortbahn auf die Lübecker Bahn.
Ab Ende 2027 soll östlich des Bahnhofs die neue S-Bahn-Linie S4 aus der Strecke nach Ohlsdorf ausfädeln und bis Rahlstedt, später auch bis Bad Oldesloe weitergeführt werden. Damit wird die derzeit hier verkehrende RB 81 überflüssig, dafür soll gemäß Deutschlandtakt 2030 eine Regionalverkehrslinie nach Lübeck in Hasselbrook einen Halt einlegen.

## Gebäude
Das erste Empfangsgebäude wurde von 1905 bis 1907 unter der Leitung des Baubeamten Eugen Göbel als burgartiger Backsteinbau im gründerzeitlichen Stil der Hannoverschen Architekturschule errichtet. Es gehört zu den letzten Hamburger Bahnhofsgebäuden im genannten Stil und steht unter Denkmalschutz. Es wurde Mitte der 1990er Jahre restauriert und wird heute als Ausflugslokal genutzt.
Unmittelbar neben dem Bahnhof befindet sich ein erhaltener Rundbunker der Bauart Zombeck aus dem Zweiten Weltkrieg. Er wurde 1941 im Rahmen des damaligen Bunkerbauprogramms errichtet, um Fahrgästen und Passanten Schutz bei Luftangriffen zu bieten. Er ist im Inneren mit einer spiralförmig um den Zylinderkern gelegten stufenlosen Rampe ausgestattet, die es erlaubte, in kürzester Zeit mehrere Hundert Personen aufzunehmen.

## Regional- und Schnellbahnlinien
| Linie | Verlauf | Taktfrequenz                                                                                   | EVU                         | Fahrzeugmaterial                                 |
| ----- | --- | ---------------------------------------------------------------------------------------------- | --------------------------- | ------------------------------------------------ |
| RE 8X | Hamburg Hauptbahnhof – Hamburg-Hasselbrook – Lübeck Hbf – Lübeck-Dänischburg IKEA – Lübeck-Kücknitz – Lübeck-Travemünde Skandinavienkai – Lübeck-Travemünde Hafen – Lübeck-Travemünde Strand | vereinzelt in der Hauptverkehrszeit (HVZ)                                                      | DB Regio Schleswig-Holstein | vierteilige Stadler KISS                         |
| RB 81 | Hamburg Hauptbahnhof – Hamburg-Hasselbrook – Bahnhof Hamburg Tonndorf – Hamburg-Rahlstedt – Ahrensburg – Ahrensburg-Gartenholz – Bargteheide – Kupfermühle – Bad Oldesloe                    | halbstündlich nach Bargteheide, stündlich nach Bad Oldesloe mit HVZ-Verstärker nach Ahrensburg | DB Regio Schleswig-Holstein | Bombardier Traxx + 6 Bombardier-Doppelstockwagen |

| Linie | Verlauf |
| ----- | --- |
| S 1   | Wedel – Rissen – Sülldorf – Iserbrook – Blankenese – Hochkamp – Klein Flottbek – Othmarschen – Bahrenfeld – Ottensen – Altona – Königstraße – Reeperbahn – Landungsbrücken – Stadthausbrücke – Jungfernstieg – Hauptbahnhof – Berliner Tor – Landwehr – Hasselbrook – Wandsbeker Chaussee – Friedrichsberg – Barmbek – Alte Wöhr (Stadtpark) – Rübenkamp – Ohlsdorf \ Streckenast Poppenbüttel – Kornweg (Klein Borstel) – Hoheneichen – Wellingsbüttel – Poppenbüttel / Streckenast Flughafen – Hamburg Airport (Flughafen) |

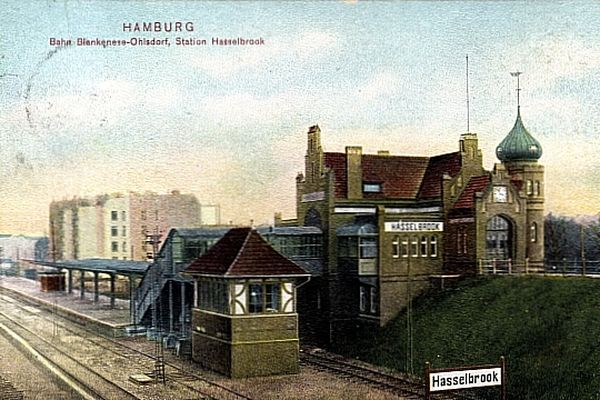
Ursprünglich erfolgte der Zugang über das Empfangsgebäude
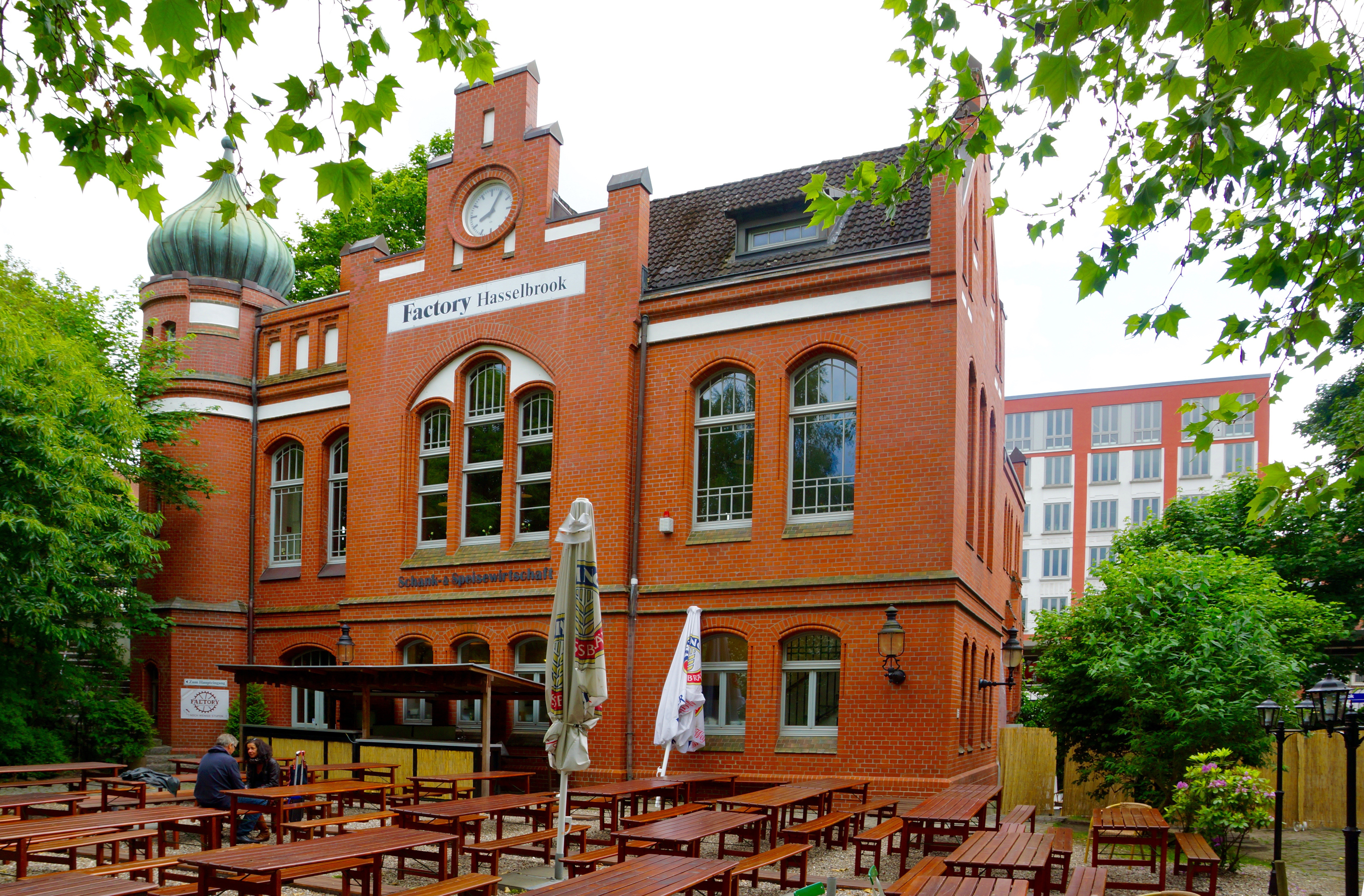
Ehemaliges Empfangsgebäude, Zustand 2015
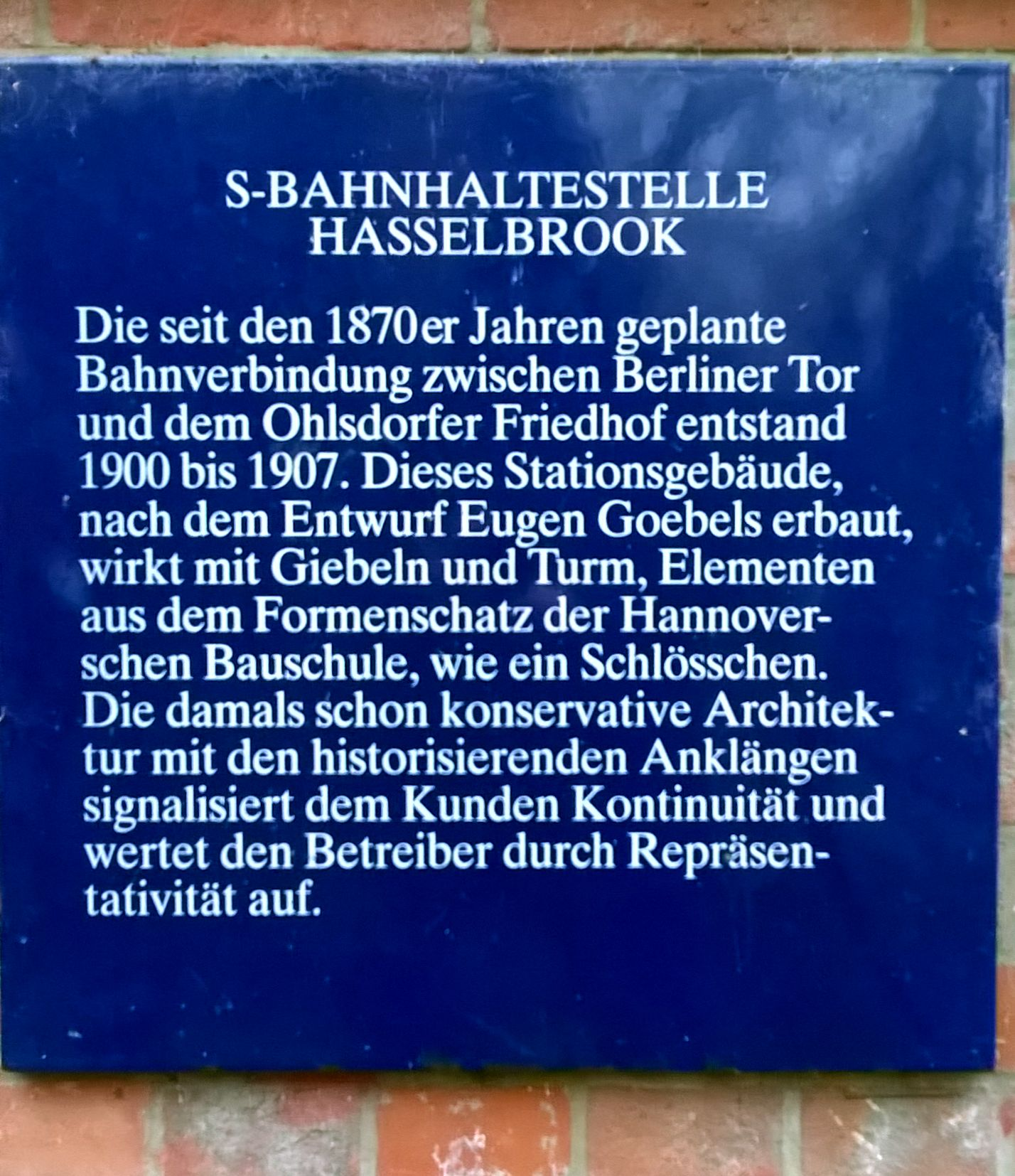
Infotafel am alten Empfangsgebäude
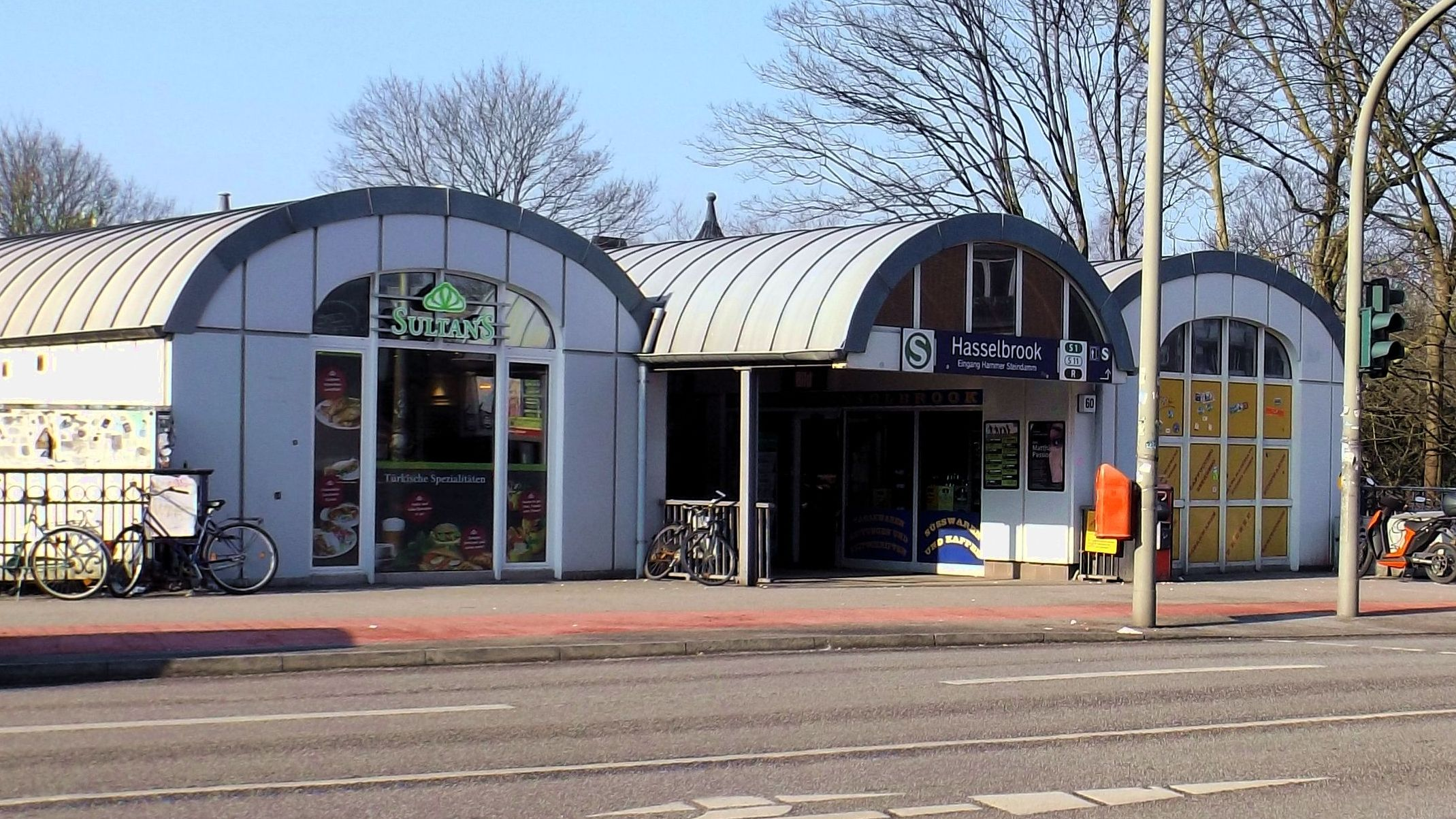
Heutiger Eingangsbereich Hammer Steindamm, Zustand 2018
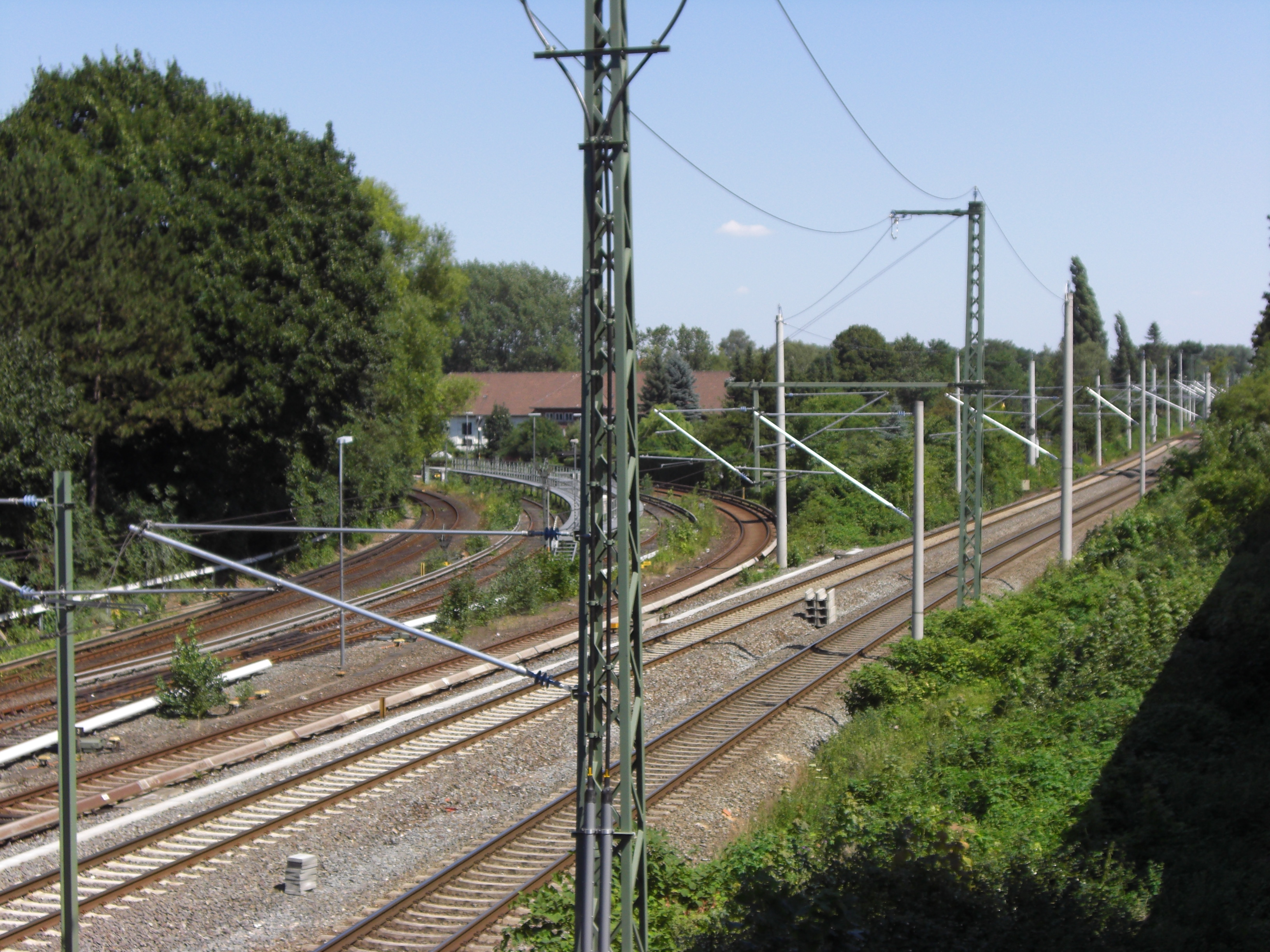
Östlich des Bahnhofs verlässt die S-Bahn-Strecke nach Ohlsdorf (links) die gerade Linienführung der Bahnstrecke Lübeck–Hamburg
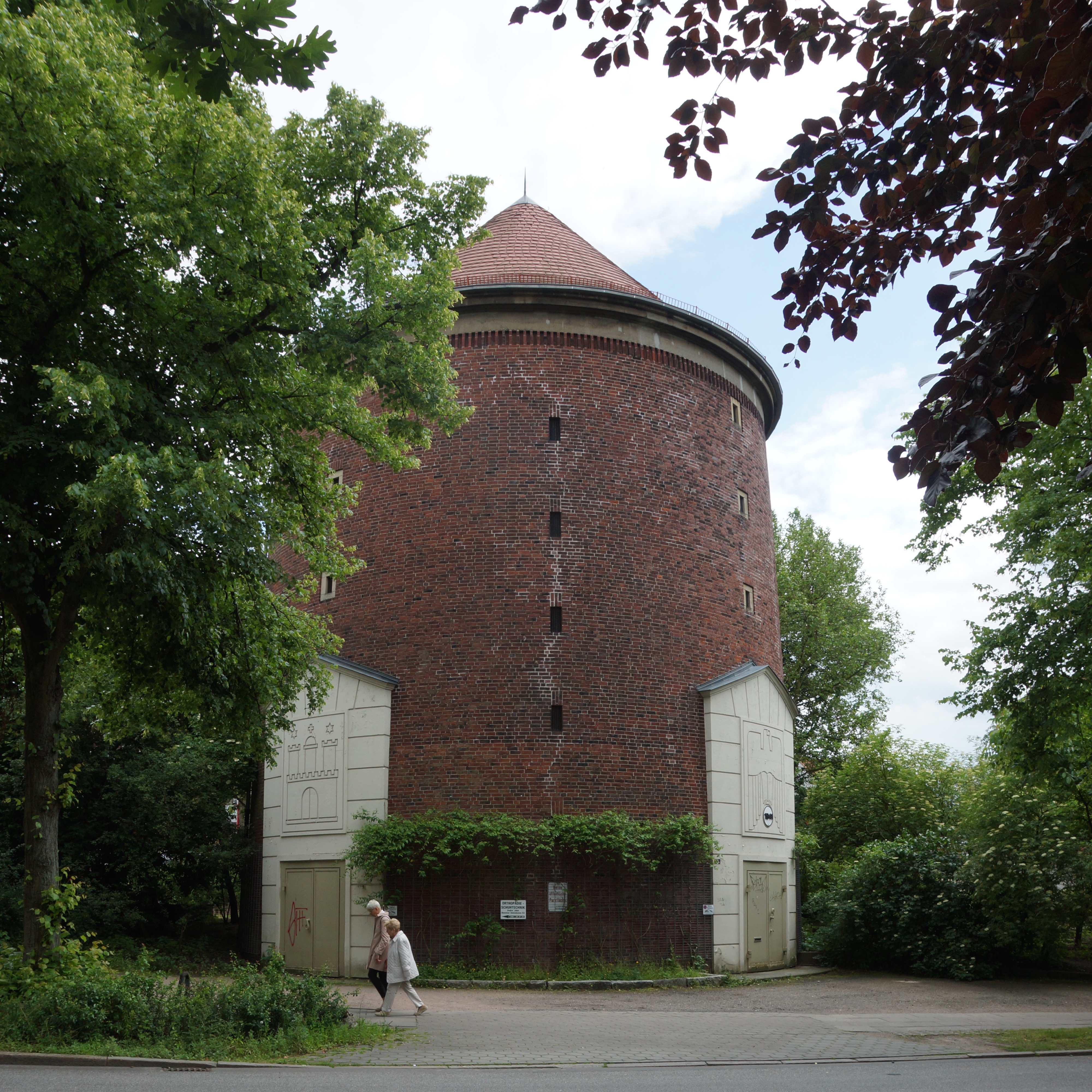
Zombeck-Rundbunker neben dem Bahnhof

## Gleisanlagen
Die Bahnstrecke Hamburg–Lübeck verläuft im Bahnhofsgebiet zweigleisig ohne Abzweigungen und umschließt einen einfachen Mittelbahnsteig.
Die Strecke der S-Bahn ist ebenfalls zweigleisig mit einem Mittelbahnsteig, verläuft innerhalb des Bahnhofsbereichs parallel zur Hamburg-Lübecker Strecke und biegt östlich davon nach Norden ab zum nächstfolgenden Bahnhof Wandsbeker Chaussee. In dieser Kurvenanlage befand sich bis 2024 zwischen den Streckengleisen eine zweigleisige Kehranlage zur Bereithaltung von Verstärkerzügen, die im Zuge des Baus der S4 zurückgebaut wurde.

## Zugänge
Beide Bahnsteige haben jeweils am östlichen Ende ein überdachtes Treppenbauwerk, das zur Straße Hammer Steindamm hinaufführt, die hier die beiden Bahnstrecken überkreuzt. Von hier können auch die Bushaltestellen der Buslinie 116 (Farmsen-Süd – Wandsbek Markt – Hamm-Nord – Billstedt) in der Caspar-Voght-Straße erreicht werden.
Der S-Bahn-Bahnsteig hat zusätzlich eine Aufzugsanlage, die durch das Bahnsteigdach hindurch zu einer Fußgängerbrücke über das nördliche S-Bahn-Streckengleis und von dort mit einem Fußweg ebenfalls zum Hammer Steindamm führt. Des Weiteren befindet sich ungefähr in der Mitte des Bahnsteigs ein Treppen-Niedergang zu einem Tunnel, der unter dem nördlichen S-Bahn-Gleis hindurch abermals zu einem kurzen Treppenaufgang und einem Fußweg zu der ab hier nach Westen parallel zur Strecke verlaufenden Hasselbrookstraße führt. Dort befinden sich auch ein Park+Ride-Parkplatz sowie eine StadtRAD-Station.
Der Übergang von einem Bahnsteig zum anderen kann über die Treppenbauwerke am östlichen Ende beider Bahnsteige erfolgen, alternativ kann auch ein Umweg über die Fahrstuhl-/-Fußgängerbrückenanlage am S-Bahnsteig genommen werden.
Der barrierefreie Ausbau des S-Bahnsteigs wurde am 11. März 2016 abgeschlossen. Der Zugang zum südlich gelegenen Regionalbahnsteig ist nicht barrierefrei.